# Университет штата Алабама
Университет штата Алабама (англ. Alabama State University) — публичный (университет штата) исторически чёрный университет, расположенный в городе Монтгомери, штат Алабама. Основан в 1867 году.

## История
Университет штата Алабама был основан в 1867 году как Нормальная школа Линкольна Мариона в Марион. В декабре 1873 года Государственный совет передал право собственности на школы после того, как был принят законодательный акт, разрешающий государству финансировать обычную школу, и Джордж Н. Кард был назначен президентом. Таким образом, в 1874 году, этот предшественник Университета штата Алабама стал первым образовательным учреждением Америки для чернокожих с поддержкой государства.
В 1878 году был назначен второй президент Уильям Патерсон. Он почитается как основатель Университета и был президентом в течение 37 первых лет (из 48) его существования. В 1887 году университет был открыт в новом месте в Монтгомери, но Верховный суд штата Алабама вынудил школу изменить свое название. Таким образом школа была переименована в Нормальную школу для цветных студентов (англ. Normal School for Colored Students).
В последующие десятилетия Нормальная школа Линкольна стала младшим колледжем (аналог российского колледжа), а в 1928 году стал полноценным четырехлетним колледжем. В 1929 году его переименовали в Педагогический колледж штата (англ. State Teachers College); в 1948 в Колледж штата Алабама для негров (англ. Alabama State College for Negroes), а в 1954 Колледж штата Алабама (англ. Alabama State College). В 1969 году Государственный совет по вопросам образования, руководящий орган университета, одобрил изменение названия и с этого года колледж стал называться Университет штата Алабама.

## Колледжи
В университете учатся более 6000 студентов из более чем 42 штатов и более двадцати стран.
- Колледж делового администрирования (англ. College of Business Administration)
- Образовательный колледж (англ. College of Education)
- Колледж медицинских исследований (англ. College of Health Sciences)
- Колледж гуманитарных и общественных наук (англ. College of Liberal Arts & Social Sciences)
- Колледж естественных наук, математики и технологии (англ. College of Science, Mathematics & Technology)
- Колледж визуальных и исполнительских искусств (англ. College of Visual & Performing Arts)
- Отдел аэрокосмических исследований (англ. Division of Aerospace Studies)
- Непрерывное образование (англ. Continuing Education)

## Знаменитые выпускники
См.: Категория:Выпускники Университета штата Алабама